# Die Quacksalber von Quedlinburg
Die Quacksalber von Quedlinburg ist ein Brettspiel des Spieleautors Wolfgang Warsch, das 2018 bei Schmidt Spiele erschien. Thematisch geht es bei diesem Spiel um einen Wettstreit von Wunderheilern, die auf dem Markt von Quedlinburg ihre Tränke zusammenbrauen und anbieten. Das Spiel wird dabei als „Bag-Building-Spiel“ bezeichnet und nutzt entsprechend einen abgewandelten Deck-Building-Mechanismus als zentrale Spielmechanik, kombiniert mit einem „Push-your-luck“-Element („Fordere dein Glück heraus“).
Im Juli 2018 wurde das Spiel als Kennerspiel des Jahres 2018 ausgezeichnet, im Juni des Jahres wurde es zudem zum „Spiele Hit mit Freunden“ im Rahmen des österreichischen Spielepreises Spiel der Spiele gekürt.

## Hintergrund und Ausstattung
In dem Spiel Die Quacksalber von Quedlinburg treten die Mitspieler als Wunderheiler gegeneinander an und brauen jeweils aus den ihnen verfügbaren Zutaten, die sie in ihrem Zutatenbeutel gesammelt haben, Tränke zusammen, die ihnen Siegpunkte, Rubine sowie die Mittel zum Einkauf neuer Zutaten bringen. Gewinner des Spiels ist der Spieler, der nach der neunten Runde die meisten Siegpunkte besitzt.
Das Spielmaterial besteht neben der Spieleanleitung und einem „Almanach der Zutaten“ aus:
- vier Kesseln bzw. Spielertableaus
- vier Beuteln, in denen die Zutaten gesammelt werden
- einem zentralen Tableau mit Siegpunktleiste und Rundenanzeiger
- einer Flamme als Rundenanzeiger
- vier Siegpunktmarkern in den vier Spielerfarben
- 219 Zutatenchips in acht Typen/Farben (Kürbis, Krähenschädel, Fliegenpilz, Alraunwurzel, Totenkopffalter, Kreuzspinne, Geisteratem, Knallerbse) mit Werten von 1 bis 4
- einem Bonuswürfel
- vier Flaschenplättchen
- vier 0/50-Siegelplättchen
- 20 Rubinen
- 24 Wahrsagekarten
- 12 Zutatenbüchern
- acht Tropfen in den vier Spielerfarben (zwei pro Farbe)
- vier Rattensteinen in den vier Spielerfarben

## Spielweise

### Spielvorbereitung
Zum Beginn des Spiels wird das zentrale Tableau mit Siegpunktleiste und Rundenanzeiger in der Tischmitte platziert. Jeder Spieler wählt eine Spielerfarbe und bekommt jeweils ein Spielertableau, einen Zutatenbeutel, eine Flasche, einen Tropfen, einen Rattenstein sowie einen Siegpunktmarker. Die Flamme wird auf das erste Feld des Rundenanzeigers platziert, die vier 0/50-Siegelplättchen kommen mit der „0“-Seite nach oben auf den entsprechenden Ablageplatz des zentralen Tableaus. Jeder Spieler platziert seinen Siegpunktmarker auf die entsprechenden Siegelmarker. Die Wahrsagekarten werden gemischt und als verdeckter Nachziehstapel gemeinsam mit dem Bonuswürfel und den Rubinen ebenfalls in die Tischmitte gelegt.
Die Zutaten werden nach Zutatentyp bzw. -farbe und den Werten sortiert und ebenfalls in der Tischmitte ausgelegt. Von den Zutatenbüchern werden das orangefarbene und das schwarze zu Spielbeginn offen ausgelegt, wobei die Seite entsprechend der Spieleranzahl gewählt wird. Von den restlichen Büchern wird ein Set aus fünf unterschiedlichen Farben gebildet, die restlichen Bücher kommen aus dem Spiel.
Jeder Spieler legt nun seinen Kessel (mit der Seite ohne Reagenzgläser) vor sich ab und legt den Flaschenmarker mit der vollen Seite nach oben und den Rattenstein an die dafür vorgesehene Stelle. Der Tropfen wird auf die 0 im Zentrum des Kessels abgelegt. Zudem bekommt jeder Spieler einen Rubin, den er in den Rubinvorrat legt, sowie einen weißen 3er-, 2 weiße 2er-, 4 weiße 1er-, einen orangefarbenen 1er- und einen grünen 1er-Chip und füllt mit diesem seinen Zutatenbeutel.

### Spielablauf
Das Spiel läuft über neun Runden, wobei der Rundenfortschritt über die Flamme auf dem Rundenanzeiger markiert wird. Zu Beginn jeder Runde deckt ein Startspieler die oberste Wahrsagekarte auf und liest diese laut vor. Sie wird offen neben die Wertungsleiste gelegt und definiert die Rahmenbedingungen für die aktuelle Runde. Das geschilderte Ereignis gilt dabei für alle Spieler, wobei eine lila Karte vor der Runde durchgeführt wird und eine blaue Karte für die gesamte Runde oder die Wertung gilt. Nach dem Aufdecken der Wahrsagekarte folgt ab der zweiten Runde die Auswertung der Rattensteine. Dabei dürfen alle Spieler mit Ausnahme des in der Wertung führenden ihren Rattenstein im Kessel um so viele Felder vor den Tropfen setzen, wie es der Anzahl der Rattenschwänze zwischen dem Führenden und ihrem eigenen Wertungsstein auf der Wertungsleiste entspricht.
Nachdem die Rattensteine gesetzt sind, beginnen alle Spieler parallel, ihre Tränke zuzubereiten. Dazu ziehen sie einen Zutatenchip nach dem anderen aus ihrem Beutel und platzieren ihn entsprechend dem angegebenen Wert (1 bis 4) vor ihren Tropfen bzw. Rattenstein sowie bei weiteren Chips vor bereits liegenden auf dem Strudel im Kessel. Nach jedem ausgelegten Chip können die Spieler entscheiden, ob sie einen weiteren Chip zu ziehen oder lieber aufhören, damit der Kessel nicht explodiert. Die verschiedenen Zutaten haben im Trank verschiedene Wirkungen:
- Weiße Knallerbsen- und orangefarbene Kürbischips füllen den Trank auf, haben jedoch keine konkreten Wirkungen. Zu viele Knallerbsen können den Trank zur Explosion bringen.
- Blaue, rote und gelbe Chips bringen zusätzliche Aktionen, die nach dem Ziehen und Anlegen aktiviert werden.
- grüne, violette und schwarze Chips bringen Aktionen, die in der Wertung aktiv werden.

Eine Explosion erfolgt, wenn der Gesamtwert der ausgelegten weißen Chips (Knallerbsen) den Wert 7 übersteigt. Danach darf der Spieler keinen weiteren Chip mehr ziehen und wird zum Aufhören gezwungen, der letzte Chip wird jedoch noch platziert und hat Auswirkungen auf die Wertung. Der Spieler kann allerdings jederzeit vor einer Explosion seine Flasche einsetzen, um den letzten gezogenen weißen Chip wieder in den Beutel zu legen; dies darf allerdings nicht passieren, wenn der gezogene Chip bereits zur Explosion führt. Nachdem alle Spieler sich entschieden haben, aufzuhören, oder durch eine Explosion gestoppt werden, kommt es zur Rundenwertung.

### Rundenwertung
Nachdem alle Spieler ihren Brauvorgang beendet haben, kommt es zur Rundenwertung. Zu Beginn ermittelt jeder Spieler den Wert seines Tranks anhand des Feldes, auf dem der letzte genutzte Chip abgelegt wurde. Dabei spielt es keine Rolle, ob dieser Chip zur Explosion des Kessels geführt hat. Spieler, die über das Feld 33 hinauskommen, bekommen den Bonus, der auf dem Löffel abgebildet ist (Wertung 35, 15 Siegpunkte). Danach erfolgt die Wertung anhand der Wertungsbanner auf dem zentralen Tableau.
Alle Spieler, bei denen der Kessel explodiert ist, dürfen dabei an der ersten Wertung (Bonuswürfel) nicht teilnehmen. In diesem ersten Schritt darf der Spieler, der das höchste Wertungsfeld in seinem Trank erreicht hat, mit dem Bonuswürfel werfen und erhält entsprechend dem Ergebnis einen Bonus. Bei einem Gleichstand können mehrere Spieler den Bonuswürfel werfen. Danach werden die Aktionen der schwarzen, grünen und violetten Chips aktiviert und durchgeführt. Anschließend bekommen alle Spieler, deren Wertungsfeld im Trank einen Rubin zeigen, jeweils einen Rubin ausgezahlt. Als vierter Wertungsschritt werden die Siegpunkte entsprechend den Wertungsfeldern verteilt.
Im nächsten Schritte der Wertung dürfen alle Spieler jeweils einen oder zwei Chips unterschiedlicher Farbe einkaufen. Sie dürfen dabei den Wert als Geld ausgeben, der auf dem Wertungsfeld ihres Kessels angegeben ist, die Kosten für 1er-, 2er- und 4er-Chips sind in den aufgedeckten Zutatenbüchern der jeweiligen Farben angegeben. Nicht genutztes Geld verfällt nach dem Einkauf und alle neu gekauften Chips kommen in den Zutatenbeutel für die folgenden Runden. Im letzten Schritt (Rundenende) können noch Rubine ausgegeben werden. Dabei darf ein Spieler mit jeweils zwei Rubinen entweder seinen Tropfen und damit das Startfeld im Kessel um eine Position vorrücken oder die Flasche auffüllen, wenn sie zur Verhinderung einer Explosion genutzt wurde.
Zum Abschluss der Runde nimmt jeder Spieler seinen Rattenstein zurück und füllt alle Chips vom Kessel zurück in den Beutel. Der Wahrsagekartenstapel wird an den nächsten Spieler weitergegeben, der neuer Startspieler wird, und die Flamme wird auf die nächste Runde weitergeschoben, wodurch entsprechend der Angabe weitere Bücher aufgedeckt oder neue Knallerbsen ins Spiel kommen können.

### Letzte Runde und Spielende
Das Spiel endet nach neun Runden. In der letzten Runde müssen alle Spieler synchron auf ein Signal des Startspielers hin ihre Zutaten aus den Beuteln ziehen, um sich keine Vorteile durch das Zögern zu verschaffen. Ein Spieler, der stoppen möchte, zieht seine leere Hand aus dem Beutel.
Am Ende der letzten Runde dürfen sich die Spieler nach der Wertung für jeweils fünf Geldpunkte oder zwei Rubine jeweils einen weiteren Siegpunkt kaufen. Der Spieler, der danach die meisten Siegpunkte besitzt, gewinnt das Spiel. Im Fall eines Gleichstands gewinnt der Spieler, der in der letzten Runde in seinem Kessel am weitesten vorrücken konnte und somit den vollsten Kessel hatte. Sollte auch dann ein Gleichstand bestehen, gewinnen diese Spieler gemeinsam.

## Spielvarianten
Aufgrund der unterschiedlichen Sets an Zutatenbüchern und der Möglichkeit, diese auch frei zu kombinieren, sind mehrere Möglichkeiten des Spielens bereits im Basisspiel vorgegeben.
Auf der Rückseite der Kessel befindet sich zudem eine Auslage für eine Variante des Spiels mit Reagenzgläsern. Dabei wird zu Beginn des Spiels ein zweiter Tropfen auf das erste Reagenzglas gelegt. Immer, wenn ein Spieler durch eine Aktion, eine Wahrsagekarte, einen Bonuswurf oder die Zahlung von zwei Rubinen einen Tropfen erhält, darf er auswählen, welchen Tropfen er um ein Feld vorrückt. Wählt er die Reagenzglas-Reihe, erhält er sofort den auf dem Reagenzglas abgebildeten Bonus. Alle anderen Regeln entsprechen dem Basisspiel.

## Erweiterungen
Zu dem Spiel erschienen insgesamt drei Erweiterungen. Die Minierweiterung Wolfgangs Wechselstube / Wolfgang's Exchange Office erschien zusammen mit weiteren Erweiterungen für andere beim Deutschen Spielepreis ausgezeichnete Spiele im Rahmen der Deutscher Spielepreis 2018 Goodie Box zu den Internationalen Spieltagen 2018 in Essen. 2019 folgte mit Die Kräuterhexen eine Box mit mehreren Erweiterungsmodulen für das Spiel sowie mit Spielmaterial für einen fünften Spieler. Die Alchemisten brachte 2020 erneut weitere Erweiterungsmodule in das Spiel, die auf dem Basisspiel und der ersten Erweiterung aufbauen.

### Wolfgangs Wechselstube
Wolfgang's Exchange Office besteht aus einer zusätzlichen Punktezählleiste in Form eines Reagenzglasständers mit einem zweiten Tropfen, der im Basisspiel als zusätzliche Option genutzt werden kann, Siegpunkte zu generieren. Dabei ist die Leiste doppelseitig bedruckt und enthält somit zwei Spielvarianten.
Beiden gemein ist, das die Spieler wie bei der Reagenzglasvariante im Basisspiel immer dann, wenn sie durch einen Tropfen erhalten, auswählen, ob sie den Tropfen im Kessel oder den auf der Zählleiste um ein Feld vorrücken. Wählen sie den Reagenzglasständer, rücken sie dort um ein Feld vorwärts und bekommen abhängig von der gespielten Seite zur Endabrechnung Bonus-Siegpunkte. Diese entsprechen entweder 
- der Gesamtwerte der Chips in ihrem Beutel geteilt durch den Wert auf der Leiste (der mit dem Vorrücken niedriger wird) oder
- sie können im Laufe des Spiels durch den Einsatz ihres Geldes Siegpunkte kaufen, wobei der Preis pro Siegpunkt mit dem Vorrücken geringer wird.[3]

### Die Kräuterhexen
Die Kräuterhexen bestehen aus einer Erweiterung des Spielmaterials für einen fünften Spieler mit einem entsprechenden weiteren Kessel und den entsprechenden Markern und seiner Flasche. Hinzu kommen weitere Zutatenchips, darunter 6er-Kürbischips, und einige neue Zutatenbücher, um die Variationen zu erhöhen. Als neue Elemente kommen das Narrenkraut als weitere Zutat mit entsprechenden Zutatenbüchern sowie für jeden Spieler eine Überlaufschale und die Kräuterhexen mit ihren Hexentalern hinzu.
Das Narrenkraut wird wie die anderen Zutaten gekauft und bekommt die im Zutatenbuch beschriebenen Eigenschaften. Anders als die anderen Zutaten hat sie keine feste Nummerierung und variiert im Wert entsprechend ihrem Einsatz. Die Überlaufschalen bekommen die Spieler jeweils für ihren Kessel. Sie ermöglicht es ihnen, auch nach dem Erreichen des Höchtwertes des Kessels weitere Chips in den Überlauf zu legen. Bei der Siegpunktauswahl wird die Hälfte der Gesamtzahl der Werte auf die maximale Siegpunktanzahl addiert, zusätzliches Geld zum Einkauf generiert der Überlauf allerdings nicht. Zur Nutzung der Kräuterhexen bekommt jeder Spieler zu Spielbeginn je eine bronzene, eine silberne und einen goldenen Hexentaler, zudem wird je eine Hexe pro Farbe ausgelegt. Einmal im Spiel dürfen die Spieler durch den Einsatz des entsprechenden Talers die Sonderfähigkeiten der ausliegenden Hexen nutzen.

### Die Alchemisten
Auch Die Alchemisten baut auf dem Basisspiel auf, kann jedoch auch mit diesem und Die Kräuterhexen kombiniert werden. Das Spielmaterial ist dabei für fünf Spieler ausgelegt, ein fünfter Spieler kann allerdings nur mit dem entsprechenden Kessel aus Die Kräuterhexen mitspielen. Als neue Elemente bringen die Alchemisten ein Alchemistenlabor mit jeweils einem Alchemistenkolben ins Spiel, mit denen sie spezielle Essenzen herstellen können. Jeder Spieler bekommt dabei zum Spielbeginn je einen Patienten mit einer „wunderlichen Krankheit“, für den er eine Heilessenz herstellen muss, um Boni zu erhalten. Zusätzliches Material sind außerdem neue Wahrsagerkarten, die unter den bestehenden Kartenstapel gemischt und im Spiel genutzt werden, sowie weitere Zutatenbücher und -chips für das Narrenkraut und weitere Knallerbsen-Chips.
Zu Beginn des Spiels werden drei zufällig bestimmte Patiententafeln ausgelegt und jeder Spieler wählt daraus einen Patienten, den er behandeln möchte. Zu jedem Patienten mit seiner Krankheit gehört eine spezielle Essenzkarte, die der jeweilige Spieler erhält. Im Spiel selbst wird für die Behandlung eine zusätzliche Essenzphase zwischen der Zubereitungsphase und der Wertungsphase eingebaut, in der die Spieler aus ihrem Trank eine Essenz destillieren. Dafür wird zu Beginn der Phase der Essenzmarker auf das Feld „0“ gelegt und danach wird dieser für jede unterschiedliche Zutat im eigenen Kessel (außer Knallerbsen) um ein Feld vorgesetzt, weitere Schritte darf er machen, wenn der Spieler genau 7 Knallerbsen im Kessel hat und/oder der oder die Kessel der Nachbarspieler explodiert sind. Über die Position des Markers und der Essenzkarte erfährt der Spieler dann, ob und welchen Bonus er mit seiner Essenz erhält. Die Essenzen zu den unterschiedlichen Krankheiten geben zudem Sonderboni entsprechend der Spielanleitung. In der letzten Runde des Spiels erhält der Spieler keine Boni, sondern Siegpunkte entsprechend seinem Fortschritt im Alchemistenkolben für die Endwertung.

## Ausgaben und Rezeption
Die Quacksalber von Quedlinburg wurde von dem österreichischen Spieleautor Wolfgang Warsch entwickelt und erscheint bei Schmidt Spiele. Für die redaktionelle Bearbeitung zeichnete Thorsten Gimmler verantwortlich, die Illustrationen und die Cover-Gestaltung übernahm Dennis Lohausen. Das Spiel wurde auf der Nürnberger Spielwarenmesse im Januar 2018 vorgestellt und erschien im März 2018.
Im Juli 2018 wurde Die Quacksalber von Quedlinburg als Kennerspiel des Jahres ausgezeichnet, wo es neben dem ebenfalls von Wolfgang Warsch entwickelten Ganz schön clever (ebenfalls Schmidt Spiele) und Heaven & Ale von Michael Kiesling und Andreas Schmidt nominiert war. Im Juni des Jahres wurde das Spiel zum „Spiele Hit mit Freunden“ zudem im Rahmen des österreichischen Spielepreises Spiel der Spiele gekürt.
Der Rezensent Tom Felber schrieb, dass man bei dem Spiel Nerven aus Stahl brauche, um die immer gleiche Entscheidung zu treffen: „Nochmals ein Risiko eingehen oder aufhören?“ Harald Schrapers war bei dem Spiel „sofort mit Begeisterung“ dabei. „Der Einwand, dass man für sich allein spielt und jeder seine eigene Suppe kocht, zieht überhaupt nicht. Niemand vermisst die Interaktion, denn spannend ist das allemal. Es reicht uns, die leisen Flüche der Gegner zu hören, wenn sie mal wieder viel zu früh ihre Knallerbsen in die Kessel legen müssen.“ „Warsch erweist sich als magischer Künstler, der ein gutes Gespür für die Mischung von Mechanismen besitzt“, lobt Wieland Herold den Autor. Udo Bartsch betont: „Obwohl am Ende jedes Durchgangs eine längere Auswertungsphase ansteht, sind die Spieler stets beschäftigt und vor allem dauerhaft gefesselt: Sofern man nicht aussichtslos zurückliegt, fällt der Spannungsbogen nie ab. Zu den süchtigmachenden Nebenwirkungen fragen Sie bitte Ihren Spieledealer oder Schamanen.“
2019 erschien mit Die Quacksalber von Quedlinburg: Die Kräuterhexen die erste Erweiterung zum Spiel, die weitere Zutatenbücher, ein neues „Narrenkraut“, einen höherwertigen Kürbis und die Kräuterhexen ins Spiel bringt. Zudem ermöglicht die Erweiterung einen fünften Mitspieler. 2020 erschien die zweite Erweiterung Die Quacksalber von Quedlinburg – Die Alchemisten. Dadurch wird das Spielprinzip durch die Möglichkeit des Destillierens erweitert, durch das die Spieler wertvolle Boni und Sonderfunktionen, die zusätzliche Vorteile im weiteren Spielverlauf verschaffen, erhalten können. Die Erweiterung bietet zwei neue Zutaten-Bücher für das Hexenkraut und 20 neue Wahrsagekarten.

## Belege
1. ↑  Die Quacksalber von Quedlinburg auf der Website des Spiel des Jahres e.V.; abgerufen am 27. September 2021
2. 1 2 3 4 5 6 7 8 9 10 11 12 13 14 15  
Offizielle Spielregeln für Die Quacksalber von Quedlinburg; abgerufen am 27. September 2021.
3. 1 2  
Offizielle Spielregeln für Die Quacksalber von Quedlinburg: Wolfgangs Wechselstube (Volltext).
4. 1 2  
Offizielle Spielregeln für Die Quacksalber von Quedlinburg: Die Kräuterhexen.
5. 1 2  
Offizielle Spielregeln für Die Quacksalber von Quedlinburg: Die Alchemisten.
6. ↑  
Versionen von Die Quacksalber von Quedlinburg in der Datenbank BoardGameGeek; abgerufen am 10. Mai 2018.
7. ↑  Tom Felber: Bei diesem Spiel kannst du betrügen soviel du willst – und keiner merkt es. In: watson. 15. April 2018, abgerufen am 23. Juni 2018.
8. ↑  Harald Schrapers: Die Quacksalber von Quedlinburg. In: games we play. 2018, abgerufen am 23. Juni 2018.
9. ↑  Wieland Herold: Die Quacksalber von Quedlinburg. In: Mit 80 Spielen durch das Jahr. 2. April 2018, abgerufen am 23. Juni 2018.
10. ↑  
Udo Bartsch: Vom Kessel gefesselt. In: spielbox 4/2018, Seiten 12–14
11. ↑  Schmidt Spiele - Die Quacksalber von Quedlinburg - Die Alchemisten - 2. Erweiterung. Abgerufen am 8. November 2020.